# Anolis wilsoni
Anolis wilsoni — вид ігуаноподібних ящірок родини анолісових (Dactyloidae). Ендемік Гондурасу.

## Поширення і екологія
Anolis wilsoni мешкають на атлантичних схилах гір Номбре-де-Діос в департаментах Атлантида і Колон на півночі Гондурасу. Вони живуть в тропічних лісах, на висоті до 980 м над рівнем моря.